# José Antonio Alonso Suárez
José Antonio Alonso Suárez (Lleó, Castella i Lleó, 1960 - Madrid, 2017) fou un jutge i polític espanyol que va ser Ministre de Defensa i Ministre d'Interior d'Espanya. Fou també Portaveu del PSOE al Congrés dels Diputats.

## Biografia
Va néixer el 28 de març de 1960 a la ciutat de Lleó. Amic de la infància de José Luis Rodríguez Zapatero, amb el qual va compartir estudis bàsics i superiors, va estudiar dret a la Universitat de Lleó, i es va convertir en jutge el 1985.
Va morir el 2 de febrer de 2017 a l'Hospital Ramon y Cajal de Madrid com a conseqüència d'un càncer.

## Carrera judicial
L'any 1989 fou nomenat jutge penal de Madrid, i poc després, magistrat de l'Audiència Nacional, sent un dels més joves en aconseguir aquest càrrec.
Entre 1994 i 1998 fou portaveu de l'organització "Jutges per a la Democràcia", que tot i destacar per la seva tendència progressista li ha permès deixar a un costat les seves tendències polítiques al prendre decisions judicials.

## Carrera política
Sense afiliació política al Partit Socialista Obrer Espanyol (PSOE), el seu amic José Luis Rodríguez Zapatero el convencé per presentar-se en les eleccions generals de 2004 per aquest partit, aconseguint l'acta de diputat al Congrés dels Diputats.
El 18 d'abril d'aquell any fou nomenat Ministre de l'Interior, compareixent el 29 de juliol en la Comissió d'investigació dels atemptats de l'11 de març a Madrid.
A la dimissió de José Bono Martínez com a Ministre de Defensa el 7 d'abril del 2006 Rodríguez Zapatero decidí transferir Alonso a aquest ministeri, sent substituït a Interior per Alfredo Pérez Rubalcaba el dia 11 del mateix mes.